# باشگاه فوتبال نیوپورت (جزیره وایت)
باشگاه فوتبال نیوپورت (آی‌اودبیلو) (به انگلیسی: Newport (Isle of Wight) Football Club) یک باشگاه فوتبال در شهر نیوپورت، جزیره وایت، کشور انگلستان است که در سال ۱۸۸۸ میلادی تأسیس شده‌است.